# Marikostinovo
Marikostinovo (în bulgară Марикостиново) este un sat în Obștina Petrici, Regiunea Blagoevgrad, Bulgaria.

## Demografie
Componența etnică a satului Marikostinovo
     Bulgari (95,94%)
     Nicio identificare (3,27%)
     Altele (1,01%)
La recensământul din 2011, populația satului Marikostinovo era de 1.283 locuitori. Din punct de vedere etnic, majoritatea locuitorilor (95,94%) erau bulgari. Pentru 3,27% din locuitori nu este cunoscută apartenența etnică.